# Joseph Smith III

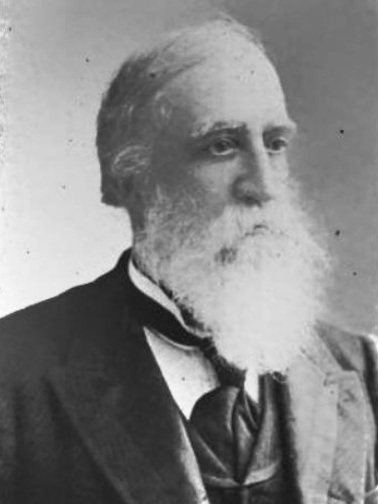
Joseph Smith III

Joseph Smith III (* 6. November 1832 in Kirtland, Ohio; † 10. Dezember 1914 in Independence, Missouri) war der älteste überlebende Sohn von Joseph Smith und Emma Hale Smith. Er war der Prophet und Präsident der Reorganisierten Kirche Jesu Christi der Heiligen der Letzten Tage, die sich heute Gemeinschaft Christi nennt. Sie nimmt für sich in Anspruch, die Fortsetzung der Kirche zu sein, die von Joseph Smith im Jahre 1830 gegründet wurde. Smith war für einen Zeitraum von 54 Jahren der Präsident der Kirche, bis zu seinem Tod. Seine Ideen und Lebensweisen beeinflussten die Entwicklung der Kirche wesentlich.

## Leben

### Kindheit

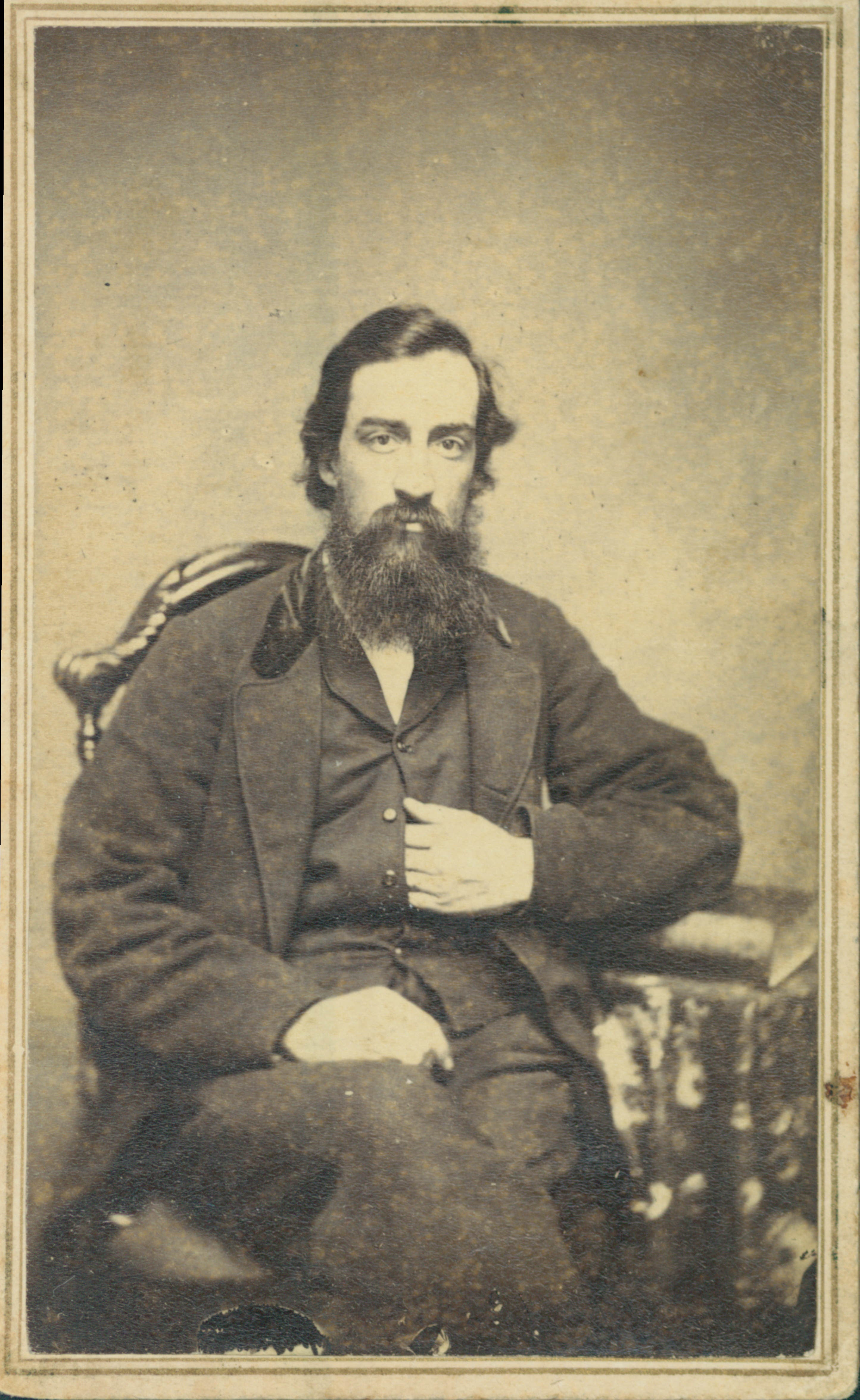
Joseph Smith III in seiner Jugend

Joseph Smith III wurde in Kirtland (Ohio) am 6. November 1832 geboren. Er zog mit seinen Eltern nach Far West, Missouri; wo sein Vater zeitweise festgenommen wurde. Der junge Joseph war in der Lage, zeitweise gemeinsam mit seinem Vater im Gefängnis zu sein. Es wurde später berichtet von Mitgefangenen und einem Apostel der Kirche, dass Joseph Smith seine Hände auf den Kopf von Joseph III gelegt haben soll und gesagt habe: „Du bist mein Nachfolger, wenn ich gehe.“ Während sein Vater immer noch im Gefängnis war, im Jahre 1839, verließ Joseph III mit seiner Mutter und seinen Geschwistern Missouri und zog nach Nauvoo (Illinois). Sein Vater entkam der Gefangenschaft zu einem späteren Zeitpunkt im gleichen Jahr und traf mit der Familie wieder zusammen.
Nach späteren Aufzeichnungen, wurde Joseph III bei einem Treffen von Kirchenoberen und seinem Vater gesegnet. Nach den Aussagen vieler Zeugen wurde Joseph III auf einen Stuhl von seinem Vater gesetzt. Danach wurde sein Kopf gesalbt. Als Nächstes soll Joseph Smith einen speziellen Segen für ihn ausgesprochen haben. Dieser Segen soll beinhaltet haben, das Joseph III der Nachfolger seines Vaters als Präsident der Kirche wird, wenn er rechtschaffen lebt. Sein Vater wurde ermordet, als Joseph III elf Jahre alt war. Obwohl viele Mormonen glaubten, dass Joseph III seinen Vater nachfolgen solle, war sein junges Alter ein Hinderungsgrund dafür. In der folgenden Nachfolgerkrise übernahm der Präsident des Kollegium der Zwölf Apostel, Brigham Young, die Führung über die Mehrheit der Mormonen. Drei Jahre später wurde Young bestätigt als Präsident der Kirche Jesu Christi der Heiligen der Letzten Tage. Die Beziehungen zwischen Young und der Smith-Familie wurden schlechter und viele Mitglieder der Smith-Familie favorisierten James J. Strang als Kirchenpräsidenten. Young und die Mehrheit der Mormonen verließen Nauvoo im Jahre 1846 und ließen die Smith-Familie in einer fast leeren Stadt zurück. Seine Mutter versuchte zu überleben und heiratete im Jahre 1847 ihren zweiten Ehemann, Lewis Bidamon.
Joseph Smith III fing an Jura zu studieren und wurde Jurist. Im Jahre 1856 heiratete er Emmeline Griswold und das Paar zog in ein Haus, welches die allererste Wohnung seiner Eltern in Nauvoo gewesen war.

### Die Reorganisation der Kirche
In den späten 1840ern und 1850ern Jahren band sich die Mehrheit der Mormonen entweder an Brigham Young und emigrierte nach Utah oder sie blieben im Mittleren Westen und schauten auf James J. Strang als ihren neuen Präsidenten. Strang gab Hinweise, dass er glaubte ein Sohn von Smith würde die Kirche eines Tages anführen. Er unternahm Annäherungsversuche an die Smith-Familie. Doch die ließ das kalt. Viele Mormonen im Mittleren Westen waren bittere Gegner der Polygamie und als Strang diese offen praktizierte entfernten diese sich von seiner Kirche. Als Strang von Attentätern tödlich verletzt wurde, weigerte er sich einen Nachfolger zu benennen. Nach seinem Tod war seine Kirche ohne Anführer. Die Mormonen im Mittleren Westen begannen sich für eine Gründung einer „Neuen Organisation“ einzusetzen und viele glaubten das Joseph Smith III ihr Präsident sein sollte. Die Mormonen besuchten mehrmals Smith und fragten ihn, ob er die Rolle seines Vaters übernehmen wolle. Dieser entgegnete aber, dass er nur die Kirchenpräsidentschaft antreten werde, wenn Gott ihn dazu inspirieren werde. Schlussendlich gab Smith an, dass er die Inspiration bekommen hatte. Bei einer Konferenz in Amboy (Illinois) wurde er am 6. April 1860 als Präsident der Kirche festgelegt. Bei der Konferenz sagte er:

„Ich sage zu euch Brüdern, wie ich hoffe, dass ihr sein werdet, und ich vertraue im Glauben seid ihr es schon, als ein Volk dem Gott seinen Segen ausgesprochen hat, dass ich hier nicht von selber kam, sondern wegen des Einflusses des Heiligen Geistes. Seit einiger Zeit bekomme ich Manifestationen, die auf die Position hinweisen, die ich annehmen werde. Ich möchte euch sagen, dass ich nicht wegen der Unterweisung eines oder mehrerer Männer gekommen bin. Ich bin gekommen, weil ich auf eine Kraft gehört habe, die nicht meine eigene ist und diese Kraft soll mich unterweisen, weil sie mich gesendet hat.“

Zu dieser Zeit behaupteten beide Organisationen, diese und die Kirche Jesu Christi der Heiligen der Letzten Tage, die richtige Kirche des Mormonentums zu sein.

### Präsident der Kirche
Als Präsident wurde Smith von seinem Biographen als ein „Pragmatischer Prophet“ bezeichnet. Viele seiner Anhänger waren Dissidenten, die der Theokratie seines Vaters und der Brigham Youngs im Utah-Territorium entkommen waren. Von Anfang an versuchte Smith einen Konsenskurs zu verfolgen. Anstatt die späteren Lehren seines Vaters zu leugnen, so wie zum Beispiel die Totentaufe, die Heiligkeit des Buch Abrahams und das Konzept der Erhöhung, lehrte Smith, dass diese Lehren niemals offiziell akzeptiert waren oder fehlinterpretiert waren oder man einfach nicht zu viel Wert auf diese Lehren legen solle. Jedoch lehrte Smith, dass die Polygamie nicht von seinem Vater gelehrt und praktiziert wurde, sondern von Young und seinen Anhängern erfunden wurde. Smith weigerte sich auch einen Sammelplatz für seine Anhänger zu benennen, obwohl diese dies wollten. Diese Lehre wird im Mormonentum Stadt Zions genannt.
In den 1860ern und 1870ern baute Smith die Struktur der Kirche auf. Er berief eine Erste Präsidentschaft, ein Kollegium der Zwölf Apostel, Siebziger und eine Präsidierende Bischofschaft.
Im Jahre 1866 zog Smith nach Plano, Illinois und etablierte dort die Druckerpresse der Kirche. Er wurde der Herausgeber der Kirchenzeitschriften und verlegte das Hauptquartier der Kirche in diese Stadt. Währenddessen bauten seine Anhänger eine Kolonie auf in Lamoni. Im Jahre 1881 zog Smith auch nach Lamoni und verlegte das Kirchenhauptquartier dorthin. Die Kirche baute eine Universität in der Stadt, die heute bekannt ist als Graceland University.
Unter der Präsidentschaft von Smith erwarb die Kirche die Rechtshoheit über den Kirtland-Tempel. Die Kirche schaffte es aber nicht, die Rechtshoheit über den Temple Lot zu erwerben. Das Gericht gab jedoch in beiden Fällen bekannt, dass die Kirche die offizielle Rechtsnachfolge der Organisation von Smiths Vater ist.

### Die Erlösung von Zion
In den letzten Jahren von Smith, begannen die Kirchenmitglieder, nach Independence (Missouri) zu ziehen. Viele Mormonen wollten zu diesem wichtigen Ort zurückkehren, seit sie im Jahre 1839 vertrieben wurden. Im Jahre 1906 zog Smith nach Independence und wurde ein Teilzeitrentner. Sein ältester Sohn wurde der neue Präsident der Kirche. Am 10. Dezember 1914 erlitt Smith einen Herzinfarkt und starb. Er war seit mehr als fünfzig Jahren der Präsident gewesen und wurde bewundert und betrauert von tausenden.

## Lehren zur Polygamie
Joseph Smith III war sein ganzes Leben lang ein Gegner der Polygamie. Während seiner ganzen Karriere leugnete er, dass sein Vater involviert gewesen war und behauptete, dass die Praxis erst mit Brigham Young begann. Smith diente in vielen Missionen in den westlichen Vereinigten Staaten und interviewte Frauen und Angehörige, die ihm beweisen wollten, dass sein Vater polygam gewesen war. Am Ende stellte Smith fest, dass er „nicht positiv und nicht sicher sagen kann, das mein Vater unschuldig ist“. Er gab auch bekannt, dass er glaube, die Polygamie sei eine falsche Lehre, selbst wenn sein Vater sie praktizierte. Jedoch glauben viele Mitglieder der Gemeinschaft Christi, dass Joseph Smith nie in die Polygamie verwickelt gewesen wäre und die Beweise fehlerhaft seien.

## Stammbaum
|                                                          |                                                          |                                                          |                                                          |                                                          |                                                          |                                                       |                                                       | Joseph Smith, Sr. 1771–1840 Oberster Patriarch (1833–40)   | Joseph Smith, Sr. 1771–1840 Oberster Patriarch (1833–40)   | Joseph Smith, Sr. 1771–1840 Oberster Patriarch (1833–40)   | Joseph Smith, Sr. 1771–1840 Oberster Patriarch (1833–40)   | Joseph Smith, Sr. 1771–1840 Oberster Patriarch (1833–40)   | Joseph Smith, Sr. 1771–1840 Oberster Patriarch (1833–40)   |                                                        |                                                        | Lucy Mack Smith 1775–1856                              | Lucy Mack Smith 1775–1856                              | Lucy Mack Smith 1775–1856               | Lucy Mack Smith 1775–1856               | Lucy Mack Smith 1775–1856               | Lucy Mack Smith 1775–1856               |                                                               |                                                               |                                                               |                                                               |                                                               |                                                               |                                                        |                                                        |                                                        |                                                        |                                                        |                                                        |
|                                                          |                                                          |                                                          |                                                          |                                                          |                                                          |                                                       |                                                       | Joseph Smith, Sr. 1771–1840 Oberster Patriarch (1833–40)   | Joseph Smith, Sr. 1771–1840 Oberster Patriarch (1833–40)   | Joseph Smith, Sr. 1771–1840 Oberster Patriarch (1833–40)   | Joseph Smith, Sr. 1771–1840 Oberster Patriarch (1833–40)   | Joseph Smith, Sr. 1771–1840 Oberster Patriarch (1833–40)   | Joseph Smith, Sr. 1771–1840 Oberster Patriarch (1833–40)   |                                                        |                                                        | Lucy Mack Smith 1775–1856                              | Lucy Mack Smith 1775–1856                              | Lucy Mack Smith 1775–1856               | Lucy Mack Smith 1775–1856               | Lucy Mack Smith 1775–1856               | Lucy Mack Smith 1775–1856               |                                                               |                                                               |                                                               |                                                               |                                                               |                                                               |                                                        |                                                        |                                                        |                                                        |                                                        |                                                        |
|                                                          |                                                          |                                                          |                                                          |                                                          |                                                          |                                                       |                                                       |                                                            |                                                            |                                                            |                                                            |                                                            |                                                            |                                                        |                                                        |                                                        |                                                        |                                         |                                         |                                         |                                         |                                                               |                                                               |                                                               |                                                               |                                                               |                                                               |                                                        |                                                        |                                                        |                                                        |                                                        |                                                        |
|                                                          |                                                          |                                                          |                                                          |                                                          |                                                          |                                                       |                                                       |                                                            |                                                            |                                                            |                                                            |                                                            |                                                            |                                                        |                                                        |                                                        |                                                        |                                         |                                         |                                         |                                         |                                                               |                                                               |                                                               |                                                               |                                                               |                                                               |                                                        |                                                        |                                                        |                                                        |                                                        |                                                        |
|                                                          |                                                          | Hyrum Smith 1800–1844 Oberster Patriarch (1841–44)       | Hyrum Smith 1800–1844 Oberster Patriarch (1841–44)       | Hyrum Smith 1800–1844 Oberster Patriarch (1841–44)       | Hyrum Smith 1800–1844 Oberster Patriarch (1841–44)       | Hyrum Smith 1800–1844 Oberster Patriarch (1841–44)    | Hyrum Smith 1800–1844 Oberster Patriarch (1841–44)    | Joseph Smith, Jr. 1805–1844 Präsident der Kirche (1830–44) | Joseph Smith, Jr. 1805–1844 Präsident der Kirche (1830–44) | Joseph Smith, Jr. 1805–1844 Präsident der Kirche (1830–44) | Joseph Smith, Jr. 1805–1844 Präsident der Kirche (1830–44) | Joseph Smith, Jr. 1805–1844 Präsident der Kirche (1830–44) | Joseph Smith, Jr. 1805–1844 Präsident der Kirche (1830–44) |                                                        |                                                        | Emma Hale Smith 1804–1879 Erwählte Dame                | Emma Hale Smith 1804–1879 Erwählte Dame                | Emma Hale Smith 1804–1879 Erwählte Dame | Emma Hale Smith 1804–1879 Erwählte Dame | Emma Hale Smith 1804–1879 Erwählte Dame | Emma Hale Smith 1804–1879 Erwählte Dame | William B. Smith 1811–1893 Oberster Patriarch (1845)          | William B. Smith 1811–1893 Oberster Patriarch (1845)          | William B. Smith 1811–1893 Oberster Patriarch (1845)          | William B. Smith 1811–1893 Oberster Patriarch (1845)          | William B. Smith 1811–1893 Oberster Patriarch (1845)          | William B. Smith 1811–1893 Oberster Patriarch (1845)          |                                                        |                                                        |                                                        |                                                        |                                                        |                                                        |
|                                                          |                                                          | Hyrum Smith 1800–1844 Oberster Patriarch (1841–44)       | Hyrum Smith 1800–1844 Oberster Patriarch (1841–44)       | Hyrum Smith 1800–1844 Oberster Patriarch (1841–44)       | Hyrum Smith 1800–1844 Oberster Patriarch (1841–44)       | Hyrum Smith 1800–1844 Oberster Patriarch (1841–44)    | Hyrum Smith 1800–1844 Oberster Patriarch (1841–44)    | Joseph Smith, Jr. 1805–1844 Präsident der Kirche (1830–44) | Joseph Smith, Jr. 1805–1844 Präsident der Kirche (1830–44) | Joseph Smith, Jr. 1805–1844 Präsident der Kirche (1830–44) | Joseph Smith, Jr. 1805–1844 Präsident der Kirche (1830–44) | Joseph Smith, Jr. 1805–1844 Präsident der Kirche (1830–44) | Joseph Smith, Jr. 1805–1844 Präsident der Kirche (1830–44) |                                                        |                                                        | Emma Hale Smith 1804–1879 Erwählte Dame                | Emma Hale Smith 1804–1879 Erwählte Dame                | Emma Hale Smith 1804–1879 Erwählte Dame | Emma Hale Smith 1804–1879 Erwählte Dame | Emma Hale Smith 1804–1879 Erwählte Dame | Emma Hale Smith 1804–1879 Erwählte Dame | William B. Smith 1811–1893 Oberster Patriarch (1845)          | William B. Smith 1811–1893 Oberster Patriarch (1845)          | William B. Smith 1811–1893 Oberster Patriarch (1845)          | William B. Smith 1811–1893 Oberster Patriarch (1845)          | William B. Smith 1811–1893 Oberster Patriarch (1845)          | William B. Smith 1811–1893 Oberster Patriarch (1845)          |                                                        |                                                        |                                                        |                                                        |                                                        |                                                        |
|                                                          |                                                          |                                                          |                                                          |                                                          |                                                          |                                                       |                                                       |                                                            |                                                            |                                                            |                                                            |                                                            |                                                            |                                                        |                                                        |                                                        |                                                        |                                         |                                         |                                         |                                         |                                                               |                                                               |                                                               |                                                               |                                                               |                                                               |                                                        |                                                        |                                                        |                                                        |                                                        |                                                        |
|                                                          |                                                          |                                                          |                                                          |                                                          |                                                          |                                                       |                                                       |                                                            |                                                            |                                                            |                                                            |                                                            |                                                            |                                                        |                                                        |                                                        |                                                        |                                         |                                         |                                         |                                         |                                                               |                                                               |                                                               |                                                               |                                                               |                                                               |                                                        |                                                        |                                                        |                                                        |                                                        |                                                        |
| Bertha Madison 1843–1896                                 | Bertha Madison 1843–1896                                 | Bertha Madison 1843–1896                                 | Bertha Madison 1843–1896                                 | Bertha Madison 1843–1896                                 | Bertha Madison 1843–1896                                 |                                                       |                                                       | Joseph Smith III 1832–1914 Prophet-Präsident (1860–1914)   | Joseph Smith III 1832–1914 Prophet-Präsident (1860–1914)   | Joseph Smith III 1832–1914 Prophet-Präsident (1860–1914)   | Joseph Smith III 1832–1914 Prophet-Präsident (1860–1914)   | Joseph Smith III 1832–1914 Prophet-Präsident (1860–1914)   | Joseph Smith III 1832–1914 Prophet-Präsident (1860–1914)   |                                                        |                                                        | Ada Clark 1871–1914                                    | Ada Clark 1871–1914                                    | Ada Clark 1871–1914                     | Ada Clark 1871–1914                     | Ada Clark 1871–1914                     | Ada Clark 1871–1914                     | Alexander Hale Smith 1838–1909 Oberster Patriarch (1897–1902) | Alexander Hale Smith 1838–1909 Oberster Patriarch (1897–1902) | Alexander Hale Smith 1838–1909 Oberster Patriarch (1897–1902) | Alexander Hale Smith 1838–1909 Oberster Patriarch (1897–1902) | Alexander Hale Smith 1838–1909 Oberster Patriarch (1897–1902) | Alexander Hale Smith 1838–1909 Oberster Patriarch (1897–1902) | David Hyrum Smith 1844–1904                            | David Hyrum Smith 1844–1904                            | David Hyrum Smith 1844–1904                            | David Hyrum Smith 1844–1904                            | David Hyrum Smith 1844–1904                            | David Hyrum Smith 1844–1904                            |
| Bertha Madison 1843–1896                                 | Bertha Madison 1843–1896                                 | Bertha Madison 1843–1896                                 | Bertha Madison 1843–1896                                 | Bertha Madison 1843–1896                                 | Bertha Madison 1843–1896                                 |                                                       |                                                       | Joseph Smith III 1832–1914 Prophet-Präsident (1860–1914)   | Joseph Smith III 1832–1914 Prophet-Präsident (1860–1914)   | Joseph Smith III 1832–1914 Prophet-Präsident (1860–1914)   | Joseph Smith III 1832–1914 Prophet-Präsident (1860–1914)   | Joseph Smith III 1832–1914 Prophet-Präsident (1860–1914)   | Joseph Smith III 1832–1914 Prophet-Präsident (1860–1914)   |                                                        |                                                        | Ada Clark 1871–1914                                    | Ada Clark 1871–1914                                    | Ada Clark 1871–1914                     | Ada Clark 1871–1914                     | Ada Clark 1871–1914                     | Ada Clark 1871–1914                     | Alexander Hale Smith 1838–1909 Oberster Patriarch (1897–1902) | Alexander Hale Smith 1838–1909 Oberster Patriarch (1897–1902) | Alexander Hale Smith 1838–1909 Oberster Patriarch (1897–1902) | Alexander Hale Smith 1838–1909 Oberster Patriarch (1897–1902) | Alexander Hale Smith 1838–1909 Oberster Patriarch (1897–1902) | Alexander Hale Smith 1838–1909 Oberster Patriarch (1897–1902) | David Hyrum Smith 1844–1904                            | David Hyrum Smith 1844–1904                            | David Hyrum Smith 1844–1904                            | David Hyrum Smith 1844–1904                            | David Hyrum Smith 1844–1904                            | David Hyrum Smith 1844–1904                            |
|                                                          |                                                          |                                                          |                                                          |                                                          |                                                          |                                                       |                                                       |                                                            |                                                            |                                                            |                                                            |                                                            |                                                            |                                                        |                                                        |                                                        |                                                        |                                         |                                         |                                         |                                         |                                                               |                                                               |                                                               |                                                               |                                                               |                                                               |                                                        |                                                        |                                                        |                                                        |                                                        |                                                        |
|                                                          |                                                          |                                                          |                                                          |                                                          |                                                          |                                                       |                                                       |                                                            |                                                            |                                                            |                                                            |                                                            |                                                            |                                                        |                                                        |                                                        |                                                        |                                         |                                         |                                         |                                         |                                                               |                                                               |                                                               |                                                               |                                                               |                                                               |                                                        |                                                        |                                                        |                                                        |                                                        |                                                        |
| Frederick M. Smith 1874–1946 Prophet–Präsident (1914–46) | Frederick M. Smith 1874–1946 Prophet–Präsident (1914–46) | Frederick M. Smith 1874–1946 Prophet–Präsident (1914–46) | Frederick M. Smith 1874–1946 Prophet–Präsident (1914–46) | Frederick M. Smith 1874–1946 Prophet–Präsident (1914–46) | Frederick M. Smith 1874–1946 Prophet–Präsident (1914–46) | Israel A. Smith 1876–1958 Prophet–Präsident (1946–58) | Israel A. Smith 1876–1958 Prophet–Präsident (1946–58) | Israel A. Smith 1876–1958 Prophet–Präsident (1946–58)      | Israel A. Smith 1876–1958 Prophet–Präsident (1946–58)      | Israel A. Smith 1876–1958 Prophet–Präsident (1946–58)      | Israel A. Smith 1876–1958 Prophet–Präsident (1946–58)      | W. Wallace Smith 1900–1989 Prophet–Präsident (1958–78)     | W. Wallace Smith 1900–1989 Prophet–Präsident (1958–78)     | W. Wallace Smith 1900–1989 Prophet–Präsident (1958–78) | W. Wallace Smith 1900–1989 Prophet–Präsident (1958–78) | W. Wallace Smith 1900–1989 Prophet–Präsident (1958–78) | W. Wallace Smith 1900–1989 Prophet–Präsident (1958–78) |                                         |                                         |                                         |                                         | Frederick A. Smith 1862–1954 Oberster Patriarch (1913–38)     | Frederick A. Smith 1862–1954 Oberster Patriarch (1913–38)     | Frederick A. Smith 1862–1954 Oberster Patriarch (1913–38)     | Frederick A. Smith 1862–1954 Oberster Patriarch (1913–38)     | Frederick A. Smith 1862–1954 Oberster Patriarch (1913–38)     | Frederick A. Smith 1862–1954 Oberster Patriarch (1913–38)     | Elbert A. Smith 1871–1959 Oberster Patriarch (1938–58) | Elbert A. Smith 1871–1959 Oberster Patriarch (1938–58) | Elbert A. Smith 1871–1959 Oberster Patriarch (1938–58) | Elbert A. Smith 1871–1959 Oberster Patriarch (1938–58) | Elbert A. Smith 1871–1959 Oberster Patriarch (1938–58) | Elbert A. Smith 1871–1959 Oberster Patriarch (1938–58) |